# Mysidopsis scintilae
Mysidopsis scintilae is een aasgarnalensoort uit de familie van de Mysidae. De wetenschappelijke naam van de soort is voor het eerst geldig gepubliceerd in 1987 door dos Reis & da Silva.